# Нівель

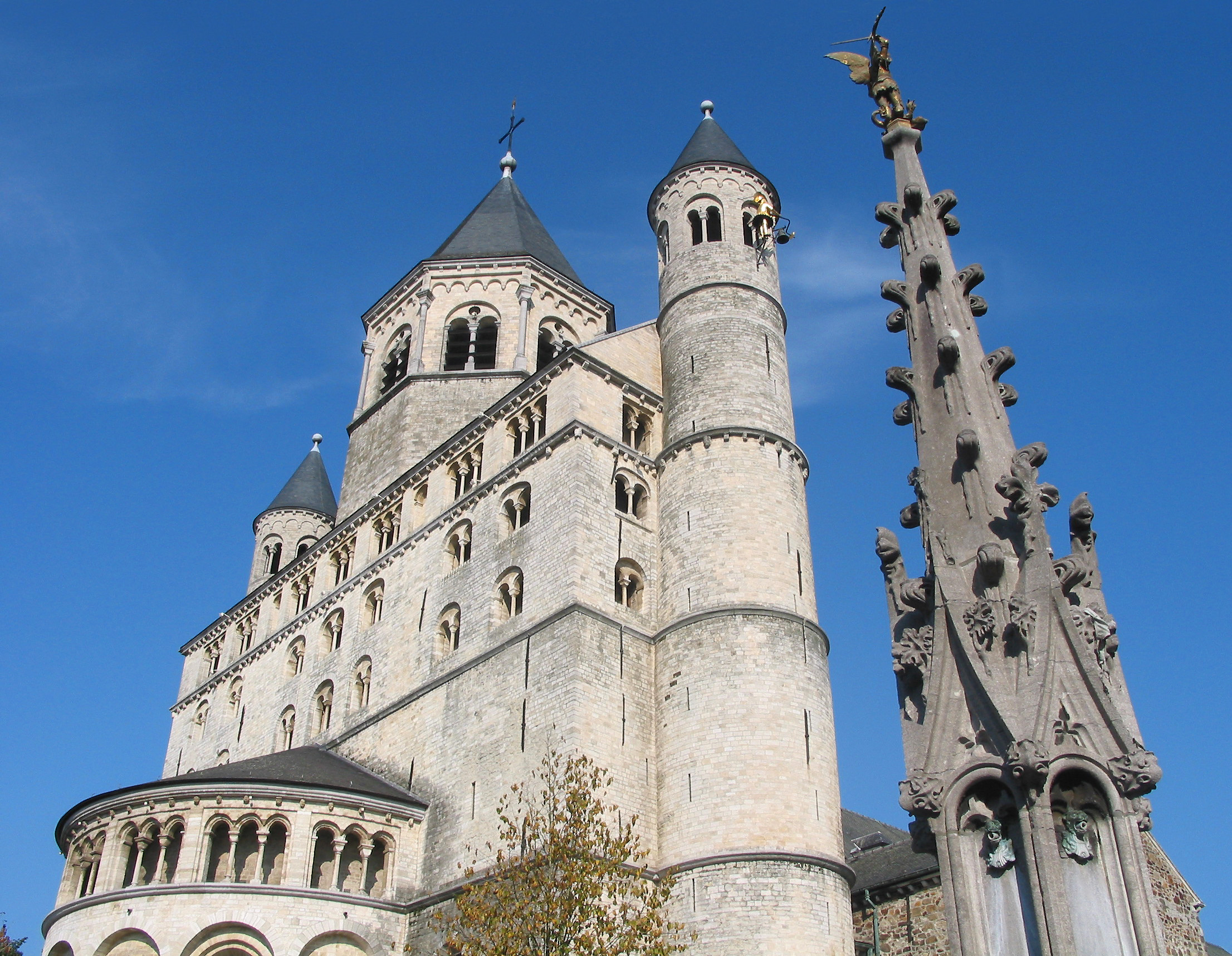
Відновлена після війни церква св. Гертруди

Нівель (фр. Nivelles, нід. Nijvel) — старовинне місто в Валлонському Брабанті (Бельгія) з населенням 24,2 тисяч жителів. (2006).

## Історія
У Темні століття на місці Нівеля стояла резиденція майордома Піпіна Ланденського, яку його вдова свята Іттай за наполяганням св. Аманда, перетворила в абатство. Їхня донька Гертруда Нівельска, будучи настоятелькою обителі, прославила її на всю Австразію. При заступництві франкських государів монастир придбав землі під Фризією і Нижнім Рейном.
Приплив паломників дозволяв абатству вести велике будівництво. У 1046 р. у присутності імператора Генріха III була освячена церква св. Гертруди — одна з вершин мааської романіки. Середньовічні жителі Нівеля вели з абатством наполегливу боротьбу за свої права, знайшовши союзника в особі герцога Брабантського.
У 1422 році зі спадкоємицею Нівеля одружився французький барон Жан де Монморансі. Його старший син, теж Жан, відмовився піти наказом батька і виступити проти герцога Бургундського, за що був позбавлений спадщини на користь племінника Анна де Монморансі. Цей Жан Нівельський став персонажем французького фольклору; містяни бережуть пам'ять про нього і його нащадків, серед яких найзнаменитіший правнук, останній — граф Горн.
У багаторічній боротьбі Людовика XIV за володіння Іспанськими Нідерландами Брабант став ареною основних бойових дій. Частина жителів Нівеля бігла до Франції; місто спорожніло. Німецьке бомбардування 14 травня 1940 знищило весь центр міста, від церкви святої Гертруди залишилися голі стіни. Реставрація храму була завершена тільки в 1984 році.

## Цікаві факти
Любителям «Формули-1» місто відоме завдяки трасі Нівель-Болер. Поблизу цього міста народився відомий композитор і музикознавець епохи Відродження Йоан Тінкторіс

## Особи, пов'язані з містом
- Йоан Тінкторіс (бл. 1435—1511), франко-фламандський теоретик музики і композитор
- Огюст Левек (1866—1921), художник-символіст